# Frédéric Livyns
 (mai 2020).
 (mars 2020).
La mise en forme du texte ne suit pas les recommandations de Wikipédia : il faut le « wikifier ».
Les points d'amélioration suivants sont les cas les plus fréquents :
- Les titres sont pré-formatés par le logiciel. Ils ne sont ni en capitales, ni en gras.
- Le texte ne doit pas être écrit en capitales (les noms de famille non plus), ni en gras, ni en italique, ni en « petit »…
- Le gras n'est utilisé que pour surligner le titre de l'article dans l'introduction, une seule fois.
- L'italique est rarement utilisé : mots en langue étrangère, titres d'œuvres, noms de bateaux, etc.
- Les citations ne sont pas en italique mais en corps de texte normal. Elles sont entourées par des guillemets français : « et ».
- Les listes à puces sont à éviter, des paragraphes rédigés étant largement préférés. Les tableaux sont à réserver à la présentation de données structurées (résultats, etc.).
- Les appels de note de bas de page (petits chiffres en exposant, introduits par l'outil «  Source ») sont à placer entre la fin de phrase et le point final[comme ça].
- Les liens internes (vers d'autres articles de Wikipédia) sont à choisir avec parcimonie. Créez des liens vers des articles approfondissant le sujet. Les termes génériques sans rapport avec le sujet sont à éviter, ainsi que les répétitions de liens vers un même terme.
- Les liens externes sont à placer uniquement dans une section « Liens externes », à la fin de l'article. Ces liens sont à choisir avec parcimonie suivant les règles définies. Si un lien sert de source à l'article, son insertion dans le texte est à faire par les notes de bas de page.
- La présentation des références doit suivre les conventions bibliographiques. Il est recommandé d'utiliser les modèles {{Ouvrage}}, {{Chapitre}}, {{Article}}, {{Lien web}} et/ou {{Bibliographie}}. Le mode d'édition visuel peut mettre en forme automatiquement les références.
- Insérer une infobox (cadre d'informations à droite) n'est pas obligatoire pour parachever la mise en page.

Pour une aide détaillée, merci de consulter Aide:Wikification.
Si vous pensez que ces points ont été résolus, vous pouvez retirer ce bandeau et améliorer la mise en forme d'un autre article.
Œuvres principales
Les contes d'Amy, Sutures, The Dark Gates of Terror
Frédéric Livyns, né à Tournai (Belgique) en 1970, est un auteur et scénariste belge de langue française.
Il écrit des romans et nouvelles pour les adultes et la jeunesse. il signe ses œuvres sous les noms de Frédéric Livyns, Kiss Huige et Livéric.

## Biographie
Frédéric Livyns découvre la littérature fantastique à tendance horrifique avec les romans Le Djinn de Graham Masterton et Catacombes de Serge Brussolo. Il écrit son premier roman à l'age de 12 ans et publie son premier roman aux éditions Chloé des Lys sous le pseudonyme de Kiss Huige. Il prend par la suite son véritable nom et écrit parfois à destination de la jeunesse sous le pseudonyme de Livéric.
Il a reçu le Prix Masterton en 2012, 2015 et 2018 pour ses recueils de nouvelles Les Contes d'Amy (Edilivre, 2011), Sutures (Lune écarlate, 2014) et The Dark Gates of Madness (Sema éditions, 2017).
Il a fait partie du jury du Prix Masterton de 2014 à 2016, activité à laquelle il a mis fin par manque de temps.
Il est également chroniqueur littéraire pour le site Phenix-Web et chroniqueur musical pour le magazine Le Suricate.
Il est également le scénariste du court-métrage The Friend,, réalisé par Fabien Montagner et produit par Cantina Studios, avec dans les rôles principaux Romane Portail, Richard Leaf, Laura Castenada et Jules Jamoteaux.

## Œuvres

### Pour les adultes

#### Romans
Sous le pseudonyme de Kiss Huige
- Phero Nexafreuse, roman noir, Chloé des Lys, 1999
- Matriarcat, roman noir, Chloé des Lys, 2000
- Résurgence, roman fantastique, Chloé des Lys, 2001

Sous son nom
- Catharsis, roman fantastique, Edilivre, 2010
- Oxana, roman fantastique, Sharon Kena, 2012
- Le Souffle des ténèbres, roman fantastique, Lune écarlate, 2018  (ISBN 978-2369762843)
- Danse de sang, roman horrifique, Lune écarlate, 2018  (ISBN 978-2369762829)
- L'Obscur, roman fantastique, Academia, 2016  (ISBN 978-2806102911), réédition format poche, Séma Editions
- Le Miroir du damné (En collaboration avec J.B.Leblanc), thriller fantastique, Séma Editions, 2017  (ISBN 978-2930880211)
- Le Résident, roman fantastique, Elixyria, 2017  (ISBN 979-1096384112)
- Morrefaction, roman fantastique, Nutty sheep, 2018  (ISBN 979-1034202317)
- Les Initiés (En collaboration avec Sébastien Prudhomme-Asnar), Séma Editions, 2018  (ISBN 978-2930880679)
- Murmures d'ombre, roman fantastique, Séma éditions, novembre 2019  (ISBN 978-2-930880-90-7)
- Oxana. L'intégrale, roman vampirique, éditions du petit caveau, mars 2020
- Les Cendreux, roman fantastique, Nutty Sheep, août 2019  (ISBN 979-103420-307-9)

#### Recueils de nouvelles
- Entrez, fantastique, Ediltions Elixyria, 2019  (ISBN 978-237961-092-9)
- Les Contes d'Amy, fantastique, Séma Editions, 2017  (ISBN 978-2930880372)
- Sutures, fantastique, Lune écarlate, 2014  (ISBN 978-2369761273)
- Zone d'ombres, fantastique, L'ivre-book, 2015  (ISBN 978-2368921890)
- Les Nouvelles Aventures de Carnacki (Saison 1), fantastique, L'ivre-book, 2016  (ISBN 978-2368923801)
- The Dark Gates of Terror, fantastique, Séma Editions, 2017  (ISBN 978-2930880358)
- Hellting Pot, fantastique, Rroyzz, 2018  (ISBN 978-2363721839)
- The Dark Gates of Madness[5] (en collaboration avec Graham Masterton), Séma, 2019  (ISBN 978-2930880778)

### Pour la jeunesse

#### Romans
Sous son nom
- Les Grisommes, tome 1 : Avènement, aventures fantastiques, Séma Editions, 2015  (ISBN 978-2930880006)
- Les Grisommes, tome 2 : Châtiment, aventures fantastiques, Séma Editions, 2016  (ISBN 978-2930880167)
- Les Grisommes, tome 3 : Rédemption, aventures fantastiques, Séma Editions, 2017  (ISBN 978-2930880334)

#### Nouvelles
Sous le pseudonyme de Livéric
- Petites histoires à faire peur... mais pas trop, volume 1, contes fantastiques illustrés, Séma Editions, 2017
- Cox Innel et le Spectre plaintif, conte fantastique illustré, Lune écarlate, 2017
- Petites histoires à faire peur... mais pas trop, volume 2, contes fantastiques illustrés, Séma Editions, 2018
- Frayeurs, recueil de nouvelles fantastiques écrites avec plusieurs écoles belges, Séma éditions, mars 2020  (ISBN 978-2930880006)

Sous son nom
- L'Ami du placard, conte fantastique illustré, Averbode, 2015

#### Anthologies
- « Le Manoir Winsart » in La belle et la Bête, Sharon Kena, 2012,  (ISBN 978-2365402002)
- « Tempus fugit » in Ténèbres 2013, Dreampress, 2013  (ISBN 2849580139)
- « Lydia » in Joyeuse saint Valentin, Sharon Kena, 2013,  (ISBN 978-2365402309)
- « Oniriande » in À l’encre d’une étincelle, Sharon Kena, 2013,  (ISBN 978-2365404235)
- « La Planète mémoire » in L'Anthologie 2014, Long Shu publishing, 2014,  (ISBN 978-2368220252)
- « Le Manoir Winsart » in Otherlands Continuum, Otherlands, 2014,  (ISBN 978-2797300167)
- « Le Train du désir » in Rencontre, Lune écarlate, 2014,  (ISBN 978-2369760580)
- « Ballons de chair » in Moisson d’épouvante, volume 1, Dreampress, 2014,  (ISBN 2849580120)
- « Crocs de sang » in Histoires de loups-garous, Lune écarlate, 2015,  (ISBN 978-2369761235)
- « Zombio » in Histoires de zombies, Lune écarlate, 2015,  (ISBN 978-2369761662)
- « Par delà la tombe » in Ténèbres 2015, Dreampress, 2015,  (ISBN 284958018X)
- « Le Banquet de Yule » in Creepy Christmas, Otherlands, 2015,  (ISBN 978-2797300396)
- « La Nuit du bunyip » in Créatures, Otherlands, 2015,  (ISBN 978-2797300365)
- « L'Offrande » in Promenons-nous dans les bois, Otherlands, 2015,  (ISBN 978-2797300358)
- « La Boule à neige » in Les belles histoires des Otherlands, , 2015,  (ISBN 978-2797300525)
- « Derrière les murs » in Moisson d’épouvante, volume 2, Dreampress, 2015,  (ISBN 2849580163)
- « Un ange gardien nommé Eurydice » in Compagnons d’écrivains, Ikor, 2016,  (ISBN 979-1093133126)
- « Morrefaction » in Otherlands by Gaslight, Otherlands, 2016,  (ISBN 978-2797300518)
- « L'Heure de la sorcière »  in Noël écarlate, Lune écarlate, 2016,  (ISBN 978-2369761808)
- « Suppliciés » in Nouvelles saisons, Livr’s, 2017,  (ISBN 978-2930839561)
- « Linceul de glace » in Nouvelles saisons, Livr’s, 2017,  (ISBN 978-2930839561)
- « Le Puits » in Calling Cthulhu, volume 2, Livr’s, 2017,  (ISBN 978-2368924860)
- « Beasts and Guns » in Dimension western, Rivière blanche, 2017,  (ISBN 978-1612277004)

## Prix littéraires
- Prix Masterton 2012[6] pour Les Contes d’Amy[7]
- Prix Masterton 2015 pour Sutures[8]
- Prix Masterton 2018[9] pour The Dark Gates of Terror[10]

## Filmographie
- Scénariste pour le court-métrage The Friend de Fabien Montagner[3].

## Prix et nominations
- 2019 - Director of the Month - Monthly Film Festival (USA) – The-friend
- 2019 - Bronze Winner - Queen Palm Festival 2019 (USA) - Queen Palm Festival 2019 - The Friend
- 2019 - Best Super short - Berlin Flash Film Festival (GERMANY) – Berlin Flash Festival - Berlin - The Friend
- 2020 - Best 5Min Film - Wild Indie Scifi & Fantasy Film Festival (London, GB) - Best5Min Film - The Friend
- 2020 - Cinematography - Wild Indie Scifi & Fantasy Film Festival (London, GB) – Cinematography - The Friend